# Germania Slavica

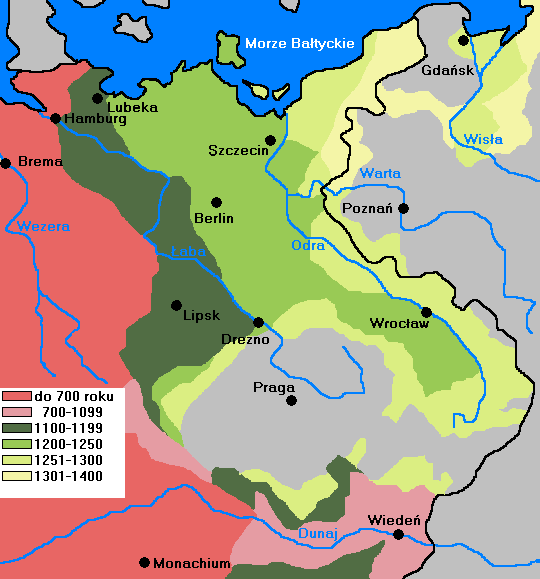
Stádia německého osídlení na východě, 700-1400 s hranicemi Svaté říše římské na základě smlouvy z Namslau z roku 1348

Germania Slavica (v latině Slovanské Německo) je historiografický termín používaný od 50. let 20. století pro kontaktní zónu mezi Němci a Slovany na východě střední Evropy. Analogicky je užíván termín Bavaria Slavica pro německou-slovanskou zónu v Bavorsku.
Historik Klaus Zernack rozděluje Germanii Slavicu na:
- Germania Slavica I mezi Labem a Sálou na západě a Odrou na východě kam zasahovaly marky Franské říše a později Svaté říše římské.
- Germania Slavica II mezi Germanií Slavicou I a Polským královstvím zahrnující Slezsko, Pomoří, Prusko a Neumark.

Tato území začaly na konci prvního tisíciletí našeho letopočtu osídlovat slovanské kmeny. Od vrcholného středověku byla tato oblast germanizována osadníky ze západu, především Sasy a Bavory v rámci osídlování východních území.